# Vescomtat d'Èvol
El vescomtat d'Èvol fou una jurisdicció feudal del Regne de Mallorca a la Cerdanya avui sota administració francesa i al Conflent. La capital era Èvol, i més tard algunes temporades fou també La Bastida d'Oleta.
Els senyors d'Èvol i altres llocs eren feudataris del comte de Foix pels castells del Donasà. El 1163 apareix com a senyor Bernat de Llo, casat amb una filla d'Arnau de So, senyora de So. El 1311 van permutar el territori dels castells del Donasà per la baronia de Miglós. La resta dels seus dominis eren gairebé tots a Cerdanya-Conflent: Èvol, Horts de Conflent, Sautó, Estavar i Bajande (a més hi havia Font-rabiosa i Creu, al Capcir).
El rei Jaume III de Mallorca va convertir en vescomtat el 14 de setembre del 1335 quan governava Bernat, senyor d'Èvol, So i Cortsaví. A les possessions inicials es van afegir Oleta (avui dia Évol és un poble de la comuna d'Oleta), la Bastida d'Oleta, Jújols i Fetges, tot al Conflent. El 1428 va passar a la família de Castres-Pinós, reclamats vescomtes d'Illa i Canet. Més tard, a mitjan segle xvii, passà als Ferrandis d'Híxar, ducs d'Híxar, i als Silva, comtes de Salinas. El rei Lluís XIV de França va confiscar el vescomtat, però més tard, el 1730, el consell d'estat francès va ordenar retornar-lo al duc d'Híxar. Ell i els seus hereus el van conservar fins a la Revolució Francesa.

## Vescomtes d'Èvol
- Bernat, primer vescomte (1335)
- Joan (fill) fins al 1344 (mort el 1347)
- A la corona 1344-1346
- Berenguer d'Entença 1346-1352
- Berenguer (fill de Joan) 1352-1353
- Bernat (fill de Joan) senyor de So i Vilaragut, 1353-1385
- Guillem 1385-1428
- Blanca de So, vescomtessa, senyora de So i Vilaragut, casada amb Pere Galceran de Castre-Pinós i de Tramaced, vescomte d'Illa i Canet
- Vescomtes d'Èvol, Illa i Canet.